# خوسه آندرس بلانکو سانچس
خوسه آندرس بلانکو سانچس (اسپانیایی: José Andres Blanco Sánchez‎؛ زادهٔ ۱۳ آوریل ۱۹۵۸) دوچرخه‌سوار اهل اسپانیا است.
وی در مسابقات کشوری و بین‌المللی در مجموع برندهٔ ۱ مدال نقره، ۱ مدال برنز شده‌است.